# グレート・ノーザン鉄道
グレート・ノーザン鉄道 (グレート・ノーザンてつどう、Great Northern Railway, 報告記号はGN) はかつてアメリカ合衆国にあった一級鉄道である。
1970年代の私鉄業界の再編に伴い、シカゴ・バーリントン・アンド・クインシー鉄道（CB&Q）、ノーザン・パシフィック鉄道（NP）、スポケーン・ポートランド・アンド・シアトル鉄道（SP&S）と合併し、バーリントン・ノーザン鉄道（BN）となったが、その後1996年にアッチソン・トピカ・アンド・サンタフェ鉄道（ATSF）と合併して現在のBNSF鉄道となり、大陸横断の貨物輸送事業などを担う鉄道会社として経営が続けられている。

## 概要
ミネソタ州セントポールとワシントン州シアトルとを結ぶ本線など、アメリカ北部を中心に1,700マイル（2,736 km）以上の路線を伸ばしていた。ジェームズ・ジェローム・ヒル（James J. Hill）により最北の大陸横断鉄道として建設が行われ、1893年に全通した。同年の恐慌（Panic of 1893）で倒産しなかった数少ない鉄道である。
日本郵船とも提携し、シアトルから横浜・香港へ定期航路を就航したこともある（後に独占禁止法の影響で撤退）。シアトルは同社とグレート・ノーザン鉄道の連絡地点としての役割を務めたことから、「シアトルはグレート・ノーザン鉄道を父とし、日本郵船を母として発展を遂げた」と言われている。
同社の代表列車エンパイア・ビルダーに用いられた焦げ茶色とオレンジの塗色は湘南電車の塗り分けの原型ともいわれる。

## 歴史
グレート・ノーザン鉄道（以下GN）の起源は1856年3月に特許されたミネアポリス・アンド・セント・クラウド鉄道（Minneapolis & St.Cloud Rairoad、以下M&StC）と、翌年5月に特許されたミネソタ・アンド・パシフィック鉄道（Minnesota and Pacific Railroad、以下M&P）である。当初は大陸横断鉄道とする構想はなく、ミネソタ州内での輸送を主眼としていた。主として後者の路線が拡張されたのち、前者の名義がグレート・ノーザン鉄道と変更され、後者をリースする形をとり、のちに合併して20世紀を迎えた。

### ミネソタ・アンド・パシフィック鉄道
ミネソタ・アンド・パシフィック鉄道（M&P）が計画された当時、沿線は未開発の原野であった。ミネソタはいまだ準州であり、人口はセントポールとミネアポリス付近に集中していた。M&Pは設立は、のちに「世界の穀物倉庫」となるミネソタ地域の開拓鉄道的な意義が込められていた。特許されたルートは、スティル・ウォーターから西に向かい、セントポール、セント・アンソニーを通ってレッド川畔のブレッケンリッジに至る本線と、途中セント・アンソニーから北上してクロウ・ウイングに至る支線の2ルートであった。社長にはエドワード・ライス（Edward Rice）が就任した。
M&Pの建設資金の調達は、連邦から州が鉄道用地と周辺の土地贈与を受け、それをM&Pに贈与し、M&Pはその土地を担保に資金調達するシステムであった。これは、沿線に人口がないために利用者をあてこんでの資金調達が不可能な場合に採られたシステムである。それでも資金難から工事は難航し、1860年には州政府が抵当権を行使してM&Pを接収。1862年3月にはM&Pを解散してしまった。

### セントポール・アンド・パシフィック鉄道
しかし、同年同月、M&Pの債務以外の一切を引き継いだセントポール・アンド・パシフィック鉄道（StP&P）が設立され、工事が再開される。1862年6月28日にはセントポールからセント・アンソニーまでが開通。社長のライスは、資金調達と建設促進のためにE・B・リッチフィールドに接触。特別株と引き替えに、支線のうちセント・アンソニーからワタブ間の80マイルの建設と設備調達の保証を得た。
しかし、E・B・リッチフィールドは、自らが建設した区間の支配を要求し、1864年2月に支線部分をファースト・ディビジョンという別会社とした。
一方、本線はE・D・リッチフィールドの資金調達により1867年に建設を開始し、1869年末にはミネアポリスから、ブレッケンリッジまでのほぼ中間地点であるウィルマーまでの104マイル（約167キロメートル）が開業、1871年末にはブレッケンリッジに到達した。

### ファースト・ディビジョンの奪い合い
1867年にカナダが独立を果たした。当時のカナダ西部はアメリカ西部と結びついており、カナダの東西を結びつける必要があるかどうかは議論の分かれるところであった。前者のままでよいならばカナダを横断する鉄道は必要なく、必要に応じてアメリカの鉄道網を利用すればよい。後者を推進するならばカナダは自前で横断鉄道を建設する必要があるが、土地の起伏や気象条件などから困難が予想された。ジェームズ・ウィックス・テイラー（James Wickes Taylor）は、カナダの鉄道網にファースト・ディビジョンを組み込むことを提言した。これを「国際鉄道構想」（International Railway）という。
アメリカ側では、ワシントン準州知事であったアイザック・スティーブンスが、北部の大陸横断ルートであるノーザン・パシフィック鉄道（NP）の特許を1864年7月2日に得た。NPの一部には、ファースト・ディビジョンを組み込む構想もあったが、資金調達に難航し、起工したのは1870年2月であった。同年7月には、NPはStP&Pの株式の3分の2を取得して、同年末にはファースト・ディビジョンがNPの子会社となる。複雑な金融資本のしがらみから、NP、StP&P、ファースト・ディビジョンの三鉄道は合併はしていない。なお、NPが太平洋岸までの建設を終了したのは1883年である。

### 延伸計画とStP&Pの破綻
前述のように、資金難にもかかわらずにファースト・ディビジョンが鉄道建設を進めた結果、その資金となる社債販売を請け負っていたジェイ・クック商会が破産した。クックはほかにも経営難の鉄道を抱えており、双方に私財を投入しすぎたのである。
この破産をきっかけにして1873年恐慌（Panic of 1873）が起こる。多数の鉄道が倒産し、StP&Pも倒産した。NPはかろうじて倒産を免れた。StP&Pは、前述の通り強いしがらみの中にあり、将来的な展望が開けない状況にあったが、この倒産劇は、ファースト・ディビジョンを利用する荷主であったジェームズ・ヒルにとっては絶好の機会であった。3年間、ヒルはStP&Pを徹底的に調べると、StP&Pは初期投資さえすれば、利益を生み出せる鉄道であるとの結論に達した。ヒルはノーマン・キットソン（Norman Kittson）、ドナルド・スミス（Donald Smith）、ジョージ・スティーブン（George Stephen）らと組んだ。彼らはStP&Pを購入し、取締役に収まっただけではなく、線路通行権をNPに安価で提供し、相当な距離の路線の延長も果たした。1879年5月、ヒルら四人はStP&Pを清算、改組し、セント・ポール・ミネアポリス・アンド・マニトバ鉄道（St.Paul,Minneapolis & Manitoba Railway、略称StPM&M、通称マニトバ鉄道）を設立した。ヒルは最初の目標を鉄道の延伸と改良に定めた。1882年、ヒルはマニトバ鉄道の社長に就任した。

### グレート・ノーザン鉄道
当初よりミネソタ州の鉄道は州内で完結することを前提にしていたが、マニトバ鉄道が設立されてから路線や設備は拡張されて5州と五大湖とを結ぶ大鉄道となっており、鉄道の名称と実態が乖離していた。
そこで、ヒルは1880年に買収していたミネアポリス・アンド・セント・クラウド鉄道（M&StC）の社名を1889年にグレート・ノーザン鉄道（GN）と変更した。この小さな鉄道が巨大な鉄道システムとなっていたマニトバ鉄道をリースする形をとり、あたかも、持株会社と運営会社のような関係となった。
当時、アメリカにおいてもイギリスのグレート・ノーザン鉄道の名称は知られており、またマニトバ鉄道も、その名称が十分に浸透していた。それをあえて改称したのは、ヒルの独断であった。

### 太平洋へ
1890年8月、パシフィック・エクステンションの工事を開始する。西海岸の各都市はすでにそれぞれの経済圏を作りあげており、各都市を結ぶ鉄道は新たな大陸横断鉄道との接続を望んでいた。それらの鉄道が、UP、NPといった他の大陸横断鉄道とどのように連携しているかも見極める必要があった。そのため、ヒルは終点をシアトルと定めていたが、その計画は明かさなかった。1893年1月7日に開業してもまだ明かさず、公式にシアトルが終点であると表明したのは1900年であった。ターミナル駅の完成は1906年であった。
シアトルは、1889年に州に昇格したワシントン州の主要都市の一つでありながら、鉄道との接続がなかった。なおオレゴン州ポートランドには、UPとNPが乗り入れていた。
シアトルに到達したら、必要なのは北上してCPRと接続するルートと、南下してポートランドに向かうルートである。ヒルは、北上する160マイルのルートをニュー・ウェストミンスター・アンド・サザン鉄道を買収して建設し、1891年にはすべての準備を終わっていた。南下するルートは、UPと共同で建設することとした。UPの系列下のオレゴン・ショート・ライン、ユタ・アンド・ノーザン鉄道とGNが共同でピュージェット・サウンド・アンド・ポートランド鉄道を買収して建設させた。その間、1893年にはUPが倒産するなどして、それがGNとUPの関係を深めることとなった。
1893年1月7日、大陸横断鉄道としてセントポールとシアトルの間で貨物営業を開始した。ヒルは、これをもって路線建設の終了を宣言した。しかし、開通してもとくに輸送品がなく、そのような状況の中でUPやNPとの対抗上、運賃を低く抑えた。UP、NPは、さらにそれに対抗していく。そうこうするうちに悪循環に陥り、1893年恐慌により、UPとNPが破産した。それでもなお、ダンピング競争は続き、1890年当時の約4分の1にまで値下がりした1894年末になってようやく3社の運賃協定が成立した。
NPの破産後は、650万ドルの社債を保有するドイツ人投資家グループの主導で再建が進められた。その中で指摘されたのが、NPの経営の拙さであった。1895年には、NPの再建管理側3名と、GNからヒル、スティーブンら3名とでロンドン協約（London Agreement）を締結し、1900年、GNはNPの経営を握ることになった。

### CB&Q買収合戦
ノーザン・パシフィック鉄道の項を参照

### カリフォルニアでの展開
1931年、GNはカリフォルニア州へのルートを開設した。これは、オレゴン州とカリフォルニア州とを結ぶサザン・パシフィック鉄道（SP）との競合関係となるもので、SPのルートよりもさらに東側に敷設された。起点はコロンビア川である。
このルートはビーバーでウェスタン・パシフィック鉄道（WP）に接続し、さらにWPはストックトンでアッチソン・トピカ・アンド・サンタフェ鉄道（ATSF）に接続した。太平洋岸北西部とカリフォルニア州間の輸送においてGN、WP、ATSFの3社がSPに対して共闘する形となった。

### BNSF鉄道へ
1970年代の私鉄業界の再編に伴い、シカゴ・バーリントン・アンド・クインシー鉄道（CB&Q）、ノーザン・パシフィック鉄道（NP）、スポケーン・ポートランド・アンド・シアトル鉄道（SP&S）と合併し、バーリントン・ノーザン鉄道となった。その後更にアッチソン・トピカ・アンド・サンタフェ鉄道（ATSF）と合併して現在のBNSF鉄道となって、現在に至っている。

## ルート
GNは、競合するノーザン・パシフィック鉄道（NP）のさらに北に敷設された。当時、すでにNPは多数の橋梁、急勾配、トンネル等を駆使して太平洋岸北西部に到達していた。ヒルは自らルートの大部分の選定にあたり、馬に乗って提案されたルートを踏破した。
GNのルートの鍵となったのは、それまで地図に記載のなかったマリアス峠（Marias Pass、標高1,588m）をルートに組み込んだことであった。マリアス峠はGNの主任技師であるジョン・フランク・スティーブンス（John Frank Stevens）が1889年12月に発見したものである。セント・ポールからロッキー山脈越えて太平洋岸に至るルートとしては、ポートランドとを結ぶNPよりも距離が短く、サミットの標高は低く、カーブは緩く、勾配はなだらかであった。

## 主要な列車
- エンパイア・ビルダー （シカゴ - ミネアポリス - セントポール - シアトル・ポートランド）
- ウェスタン・スター （シカゴ - ミネアポリス - セントポール - シアトル・ポートランド）
  - 以上はシカゴ・バーリントン・クインシー鉄道、スポーケン・シアトル・ポートランド鉄道との提携列車
- コースト・プール・トレイン （シアトル - ポートランド）
  - ユニオン・パシフィック鉄道、ノーザン・パシフィック鉄道、グレート・ノーザン鉄道3社の共同運行
- ダコタン （セントポール - ミノット）
- ウィニペッグ・リミテッド （セントポール - ウィニペグ）
- カスケーディアン （シアトル - スポーケン）